# Pierre Fatou

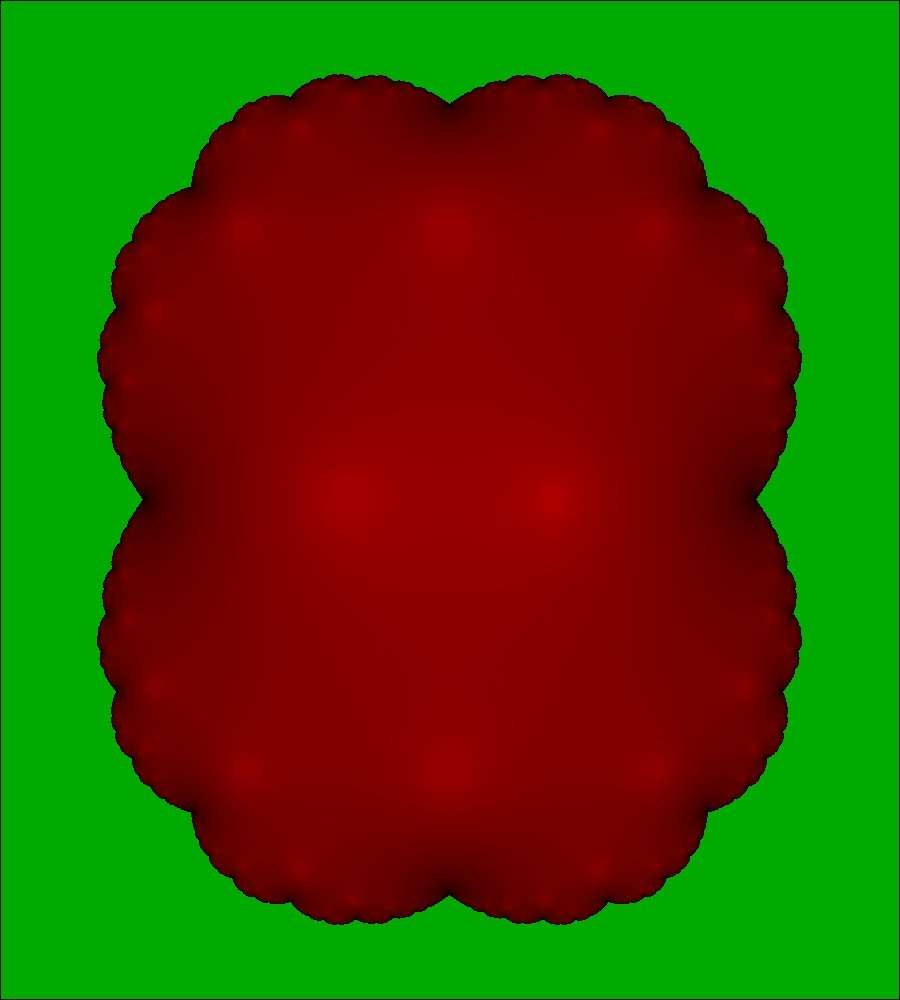
Julia-halmaza, amelyet
Fatou vizsgált 1906-ban.

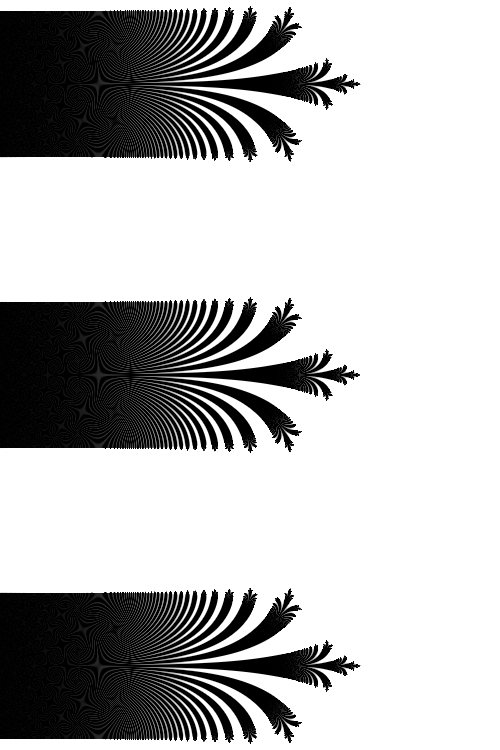
z+1+e^{−z} Julia-halmaza (Fatou,1926)

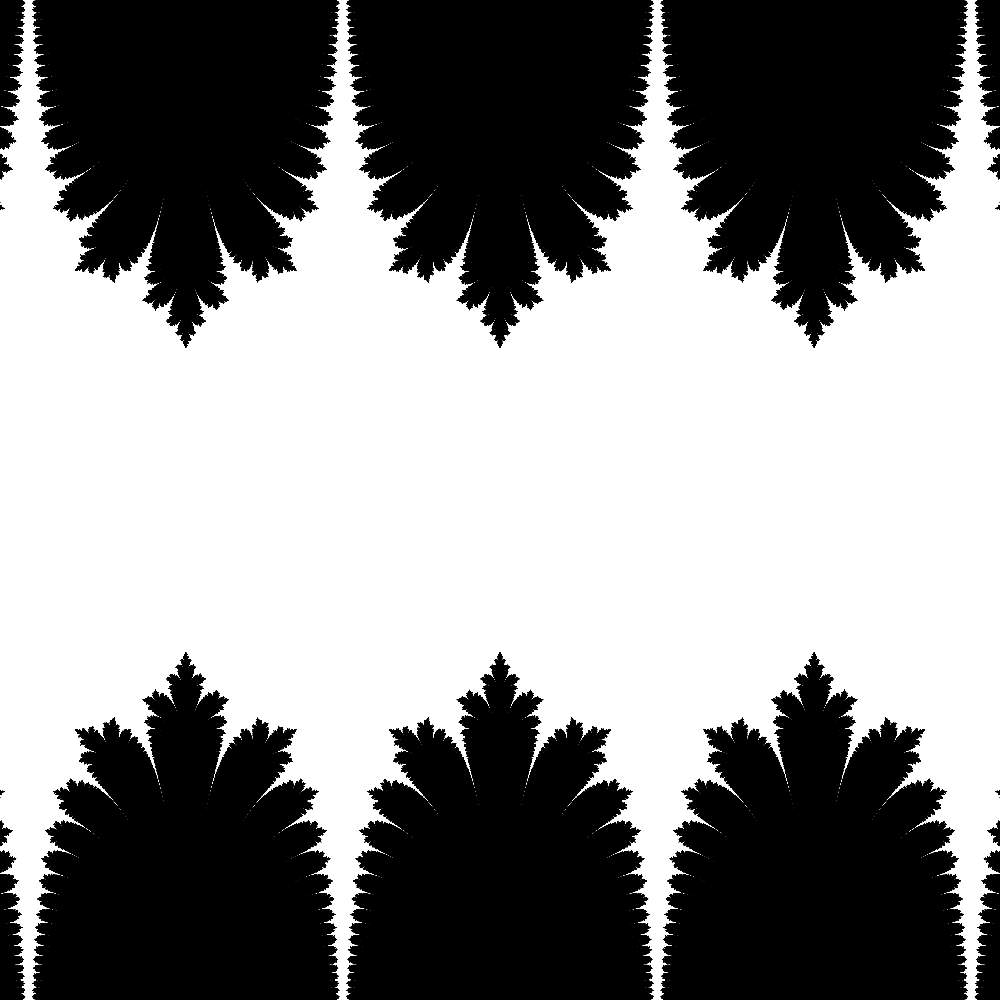
Egy szinuszfüggvény Julia-halmaza
(Fatou,1926)

Pierre Joseph Louis Fatou (Lorient, 1878. február 28. – Pornichet, 1929. augusztus 9.) francia matematikus és csillagász. A matematikai analízís különböző ágaiban végzett jelentős munkásságáról ismert. A Fatou-lemma és a Fatou-halmaz róla kapta a nevét.

## Élete
Szülei, Prosper Ernest Fatou (1832–1891) és Louise Eulalie Courbet (1844–1911), mindketten katonai szolgálatban voltak. Pierre családja szerette volna, ha ő is katonai pályára lép, de egészségi állapota ezt nem tette lehetővé.
Fatou 1898-ban iratkozott be a párizsi École normale supérieure-be, hogy matematikát tanuljon, és 1901-ben szerzett diplomát, amikor gyakornoknak nevezték ki a Párizsi Obszervatóriumba. Fatou-t 1904-ben csillagászasszisztenssé, majd 1928-ban csillagásszá léptették elő. Haláláig ebben a csillagvizsgálóban dolgozott.
Fatou 1918-ban megkapta a Becquerel-díjat, 1923-tól a Francia Becsületrend lovagja volt. 1927-ben a francia matematikai társaság elnökévé választották. Baráti kapcsolatban állt több kortárs francia matematikussal, különösen Maurice René Fréchet-vel és Paul Montellel.
1929 nyarán Fatou nyaralni ment Pornichetbe, egy Nantes-tól nyugatra fekvő tengerparti városba. A kikötő közelében lévő Le Brise-Lames nevű villában szállt meg, és augusztus 9-én este 8 órakor a szobájában meghalt. A halotti anyakönyvi beírás nem tünteti fel a halál okát, de állítólag egy heveny gyomorfekély következtében halt meg. Fatou-t augusztus 14-én temették el a lorient-i Carnel temetőben.

## Munkássága
Fatou munkássága igen nagy hatással volt a 20. századi analízis fejlődésére.
Doktori értekezése, a Series trigonométriques et séries de Taylor (1906) volt a Lebesgue-integrál első alkalmazása az analízis konkrét problémáira, főként az egységkorong analitikus és harmonikus függvényeinek vizsgálatára. Ebben a munkában Fatou először tanulmányozta egy tetszőleges mérték Poisson-integrálját az egységkörön.
1906-ban publikálta a később híres Fatou-tételként emlegetett eredményét, amely szerint egy, az egységkörben értelmezett korlátos analitikus függvénynek az egységkörön szinte mindenhol van  határértéke. Ezen a tételen alapszik sok 20. századi matematikai kutatás, amely a korlátos analitikus függvények körébe tartozik.
A Taylor-sorozatok analitikus folytatásának számos alapvető eredménye Fatou-tól származik. Ő volt az első aki, a ma Julia-halmazoknak nevezett halmazokkal  foglalkozott (A Julia-halmaz komplementerét néha Fatou-halmaznak is nevezik). 1917 és 1920 között Fatou létrehozta a matematika azon területét, amelyet holomorf dinamikának neveznek. A holomorf dinamikával kapcsolatos tanulmányainak melléktermékeként Fatou felfedezte az úgynevezett Fatou–Bieberbach tartományokat. Ezek az n dimenziójú komplex tér olyan altartományai, amelyek biholomorf szempontból ekvivalensek a teljes térrel. (Ilyenek n=1 esetében nem létezhetnek.) Fatou fontos munkát végzett az égi mechanikában is.

## Hatása magyar matematikusokra
Riesz Frigyes és testvére Marcel egyetlen egy közös dolgozatot közölt (1920-ban), mégpedig Fatou híres tételének az általánosításáról. Bebizonyították, hogy egy körtartomány helyett bármilyen rektifikálható görbe által határolt tartományt vehetünk. Később  tételüket általánosították, amely Szegő Gábor egy tételének bizonyításával együtt a függvényalgebrák egyik alaptétele lett, és számos alkalmazása van.

## Fordítás
- Ez a szócikk részben vagy egészben  a   Pierre Fatou című angol Wikipédia-szócikk fordításán alapul.  Az eredeti cikk szerkesztőit annak laptörténete sorolja fel. Ez a jelzés csupán a megfogalmazás eredetét és a szerzői jogokat jelzi, nem szolgál a cikkben szereplő információk forrásmegjelöléseként.